# Mediterranean Historical Review
Die Mediterranean Historical Review wird seit 1986 von Routledge im Auftrag der Historischen Fakultät der Universität Tel Aviv herausgegeben. Es ist eine der historischen Fachzeitschriften, die sich ausschließlich mit dem Mittelmeerraum befassen. Dabei umfasst der zeitliche Rahmen die gesamte durch Schriftquellen erschließbare Geschichte. Die Gründer waren Yaakov Shavit, Elie Barnavi, Ehud Toledano und Ron Barkai.
Herausgeber sind Benjamin Arbel (bis 2016), seither Zur Shalev, und Irad Malkin. Die Fachzeitschrift erscheint jeweils im Juni und Dezember jeden Jahres. 2016 erschien der 31. Jahrgang.